# Abbi Fisher
Abigail E. »Abbi« Fisher-Gould, ameriška alpska smučarka, * 30. avgust 1957, Conway, New Hampshire, ZDA.
Nastopila je na olimpijskih igrah 1976 in 1980, kjer je obakrat odstopila v slalomu, in Svetovnem prvenstvu 1982, kjer je prav tako odstopila v slalomu in kombinaciji. V svetovnem pokalu je tekmovala osem sezon med letoma 1975 in 1982 ter dosegla eno zmago in še dve uvrstitvi na stopničke. V skupnem seštevku svetovnega pokala je bila najvišje na štirinajstem mestu leta 1978, leta 1977 je bila peta v veleslalomskem seštevku.